# Trần Văn Đôn
Trần Văn Đôn (1917-1998) nguyên là một cựu tướng lĩnh của Quân lực Việt Nam Cộng hòa, cấp bậc Trung tướng. Ông xuất thân từ trường Sĩ quan Trừ bị ở Pháp, sau đó được thụ huấn tiếp ở trường Võ bị của Quân đội thuộc địa Pháp mở ra ở miền Bắc Việt Nam. Ông còn là một cựu chính khách của Việt Nam Cộng hòa. Là một trong những nhân vật chủ chốt trong cuộc Đảo chính ngày 1 tháng 11 năm 1963 lật đổ chính quyền Tổng thống Ngô Đình Diệm. Ông cũng là Phó Thủ tướng và Bộ trưởng Quốc phòng của nền Đệ Nhị Cộng hòa Việt Nam (1967-1975).

## Tiểu sử và Binh nghiệp
Ông sinh ngày 19 tháng 8 năm 1917 tại Cauderan, Gironde, Bordeaux, Pháp nhưng xuất thân từ một gia đình đại điền chủ giàu có ở miền Tây Nam phần. Cha của ông đã sang Pháp học Y khoa và sinh ông tại đây. Cả gia đình ông đều theo Quốc tịch Pháp, vì vậy ông còn có tên Pháp là "Andre".
Năm 1920 cha ông hồi hương mang theo cả gia đình. Năm 1923 ông theo học trường Tiểu học Lasan Taberd Sài Gòn. Năm 1925, học Trường Lycėe Chasseloup Laubat, Sài Gòn. Tại đây ông quen biết một học sinh giỏi thể thao tên là Dương Văn Minh.
Năm 1927 ông được gia đình cho sang Pháp du học, đến năm 1929 thì hồi hương tiếp tục học lại ở Trường Lycée  Chasseloup Laubat. Năm 1939 ông tốt nghiệp Tú tài toàn phần chương trình Pháp (Part II), sau đó tiếp tục sang Pháp theo học Trường Cao đẳng Thương mại Paris.

## Quân đội Pháp
Tháng 9 năm 1939, Chiến tranh thế giới thứ hai bùng nổ, ông nhập ngũ vào Quân đội Pháp. Tháng 5 năm 1940 ông được cử theo học tại trường Hạ sĩ quan trừ bị Saint Maixent. Tuy nhiên, trong thời gian ông thụ huấn, nước Pháp thất thủ trước Đức Quốc xã, ông bị bắt làm tù binh tại chiến trường La Loire và bị giam giữ 2 tháng tại trường Thiết giáp Kỵ binh Saumur. Tháng 12 năm đó ông hồi hương bằng đường biển trên tàu thủy Ville de Strasbourg.
Sau khi về nước, ông tiếp tục phục vụ cho Quân đội Pháp tại Đông Dương, trở thành Huấn luyện viên tân binh cho các binh sĩ người Việt trong Quân đội thuộc địa. Năm 1942 ông là một trong 2 hạ sĩ quan trẻ người Việt trong số khóa sinh được cử theo học trường Võ bị Tông Sơn Tây, theo chương trình đào tạo sĩ quan người Việt của Chính quyền thuộc địa Pháp để phục vụ cho Quân đội thuộc địa Pháp. Một năm sau, ông tốt nghiệp với cấp bậc Chuẩn úy và được giữ lại trường làm Huấn luyện viên.
Năm 1945, khi Nhật đảo chính Pháp tại Đông Dương, ông theo đoàn quân của tướng Marcel Alessandri vượt biên đào thoát sang Trung Hoa. Vì vậy, khi quân Pháp tái chiếm Đông Dương, ông được thăng cấp Thiếu úy, được phân công phục vụ tại Văn phòng của tướng Philippe Leclerc, Tổng Tư lệnh Quân Viễn chinh Pháp tại Đông Dương. Giữa tháng 12 ông từng được chọn vào Biệt đội hỗ trợ cho Cựu hoàng Duy Tân (nguyên Thiếu tá Quân đội Pháp). Tuy nhiên do cựu hoàng bị tử nạn máy bay vào ngày 26 tháng 12 năm 1945 khi trên đường trở về nước nên ông được chuyển sang Sở Nghiên cứu Lịch sử Pháp. Đầu tháng 10 năm 1946, ông được thăng cấp Trung úy.

## Quân đội Liên hiệp Pháp
Đầu năm 1948, Thiếu tướng Nguyễn Văn Xuân được cựu hoàng Bảo Đại chỉ định làm Thủ tướng Chính phủ lâm thời Quốc gia Việt Nam. Tháng 7 cùng năm ông được bổ nhiệm làm Sĩ quan Tùy viên cho Thủ tướng Xuân. Tháng 10 năm 1949 ông được thăng cấp Đại úy.

## Quân đội Quốc gia Việt Nam
Để chuẩn bị sĩ quan nòng cốt cho việc hình thành bộ máy của Bộ Tổng tham mưu Quân đội Quốc gia Việt Nam sắp được thành lập, theo thỏa thuận giữa chính phủ Pháp và Quốc gia Việt Nam, 4 sĩ quan người Việt có Quốc tịch Pháp, thuộc Lực lượng Liên hiệp Pháp được chuyển sang đặt thuộc quyền sử dụng của Bộ Quốc phòng Chính phủ Quốc gia Việt Nam. Bốn sĩ quan này gồm: Thiếu tá Trần văn Minh, Thiếu tá Lê Văn Kim, Đại úy Trần Văn Đôn và Đại úy Nguyễn Khánh. Tháng 5 năm 1950, cả bốn sĩ quan trên được cử sang Pháp theo học một khóa ngắn hạn tại Trường Cao đẳng Quốc phòng (École Supérieure de Guerre) tại Paris.
Đầu năm 1952, sau khi về nước, ông được chuyển ngạch sang Quân đội Quốc gia Việt Nam và được thăng cấp Thiếu tá. Tháng 5, ông được bổ nhiệm làm Chánh Sở An ninh Quân đội Quốc gia đầu tiên trực thuộc Bộ Tổng Tham mưu. Đến đầu tháng 7 ông được thăng cấp Trung tá tại nhiệm. Ngay sau đó, Sở An ninh Quân đội được đổi thành Nha Tác động Tinh thần (gồm cả An ninh Quân đội và Phòng 5), theo đó chức vụ Chánh Sở cũng được đổi thành Giám đốc Nha. Ngày 1 tháng 6 năm 1953 ông được thăng cấp Đại tá tại nhiệm. Cuối tháng 7, bàn giao chức vụ Giám đốc Nha Tác động tinh thần lại cho Đại tá Mai Hữu Xuân. Ngày 1 tháng 8, ông được cử giữ chức vụ Tham mưu trưởng Liên quân tại Bộ Tổng tham mưu thay thế Đại tá Trần Văn Minh.

### Ảnh hưởng trong nền Đệ Nhất Cộng hòa
Sau khi người Pháp thảm bại trong trận Điện Biên Phủ, cựu Thượng thư Ngô Đình Diệm được Quốc trưởng Bảo Đại chỉ định làm Thủ tướng. Ông và nhiều bạn hữu của mình đã tích cực ủng hộ Thủ tướng Diệm, loại trừ các ảnh hưởng của những người thân Pháp trong Chính quyền, kể cả Quốc trưởng Bảo Đại và cấp trên của ông, tướng Nguyễn Văn Hinh Tổng Tham mưu trưởng. Ngày 30 tháng 4 năm 1955, để tưởng thưởng cho sự ủng hộ Chính phủ, ông được Thủ tướng Diệm thăng cấp Thiếu tướng. Ngày 30 tháng 6 ông được giao kiêm chức vụ Phụ tá Hải quân Tổng Tham mưu trưởng, nhưng chỉ 2 tháng sau bàn giao chức vụ này lại cho Thiếu tá Lê Quang Mỹ.

## Quân đội Việt Nam Cộng hòa
Cuối năm 1955, sau khi chính thể Việt Nam Cộng hòa thành lập, ông từ bỏ quốc tịch Pháp và ở lại phục vụ trong Quân đội Việt Nam Cộng hòa với chức vụ Tham mưu trưởng Liên quân Bộ Tổng tham mưu kiêm Phụ tá Tổng Tham mưu trưởng. Đầu tháng 2 năm 1957 ông được thăng cấp Trung tướng tại nhiệm. Cùng thăng Trung tướng đợt này có người bạn cũ Dương Văn Minh. Ngày 4 tháng 5, ông là Sĩ quan tùy viên tháp tùng Tổng thống Diệm công du Hoa Kỳ 10 ngày (từ 8 đến 18 tháng 5 năm 1957), ngày 20 tháng 5 phái đoàn rời Honolulu trở về Sài Gòn. Ngày 15 tháng 10 ông được bổ nhiệm chức vụ Tư lệnh Quân đoàn I và Vùng 1 Chiến thuật thay thế Trung tướng Thái Quang Hoàng. Năm 1959 ông được cử đi du học khóa Vũ khí cận đại tại Fort Bliss, Tiểu bang Texas, Hoa Kỳ.
Tuy nhiên, từ năm 1960 trở đi, mối quan hệ giữa ông và Tổng thống Diệm bắt đầu có những rạn nứt. Ngày 8 tháng 12 năm 1962, ông được điều về lại Bộ Tổng tham mưu giữ chức vụ Tư lệnh Lục quân, trên thực tế là một chức vụ không nắm thực quyền, sau khi bàn giao chức vụ Tư lệnh Quân đoàn I lại cho Thiếu tướng Lê Văn Nghiêm. Những người quen cũ của ông ngày nào từng ủng hộ Tổng thống Diệm cũng giữ một chức vụ "quyền lực" không kém: Trung tướng Dương Văn Minh, Tư lệnh Hành quân Bộ Tổng tham mưu, Thiếu tướng Lê Văn Kim, Phụ tá Tư lệnh Bộ Tư lệnh Hành quân, Trung tướng Trần Văn Minh, Chỉ huy trưởng Trường Đại học Quân sự... Cộng thêm tình thế chính trị và xã hội phức tạp của Việt Nam Cộng hòa trong Biến cố Phật giáo 1963, ông dần trở thành một nhân vật quan trọng trong các báo cáo về những ý đồ đảo chính của phân bộ CIA tại Sài Gòn.

### Đảo chính và bị đảo chính
Mặc dù vậy, với bản tính thận trọng, ông vẫn giữ được phần nào sự tin cậy của Tổng thống Diệm trong khi vẫn là nhân vật liên lạc của nhóm đảo chính, thậm chí giữ kín kế hoạch đảo chính với cả người Mỹ. Ngày 27 tháng 7 năm 1963 Đại tướng Lê Văn Tỵ, Tổng Tham mưu trưởng, sang Mỹ chữa trị ung thư phổi; Thiếu tướng Trần Thiện Khiêm, Tham mưu trưởng Liên quân, tạm thời làm Xử lý thường vụ Tổng Tham mưu trưởng. Trong một động thái đã được dự tính, ngày 19 tháng 8 năm 1963, ông dẫn đầu một phái đoàn gồm một số tướng lĩnh vào Dinh Gia Long để đệ trình Tổng thống Diệm một kế hoạch ban hành tình trạng khẩn cấp để tránh những tác hại lan rộng của Biến cố Phật giáo. Vì vậy, ngay ngày hôm sau 20 tháng 8, Tổng thống Diệm đã bổ nhiệm ông làm Quyền Tổng Tham mưu trưởng, nhằm mục đích thực thi kế hoạch.
Trên thực tế, với vai trò này, ông càng có điều kiện đẩy nhanh kế hoạch đảo chính. Chỉ trong vòng 1 tháng, các chỉ huy và đơn vị trung thành với Tổng thống Diệm đều bị vô hiệu hoặc được điều chuyển ra khỏi Sài Gòn. Và cuộc đảo chính thực sự nổ ra ngày 1 tháng 11 năm 1963, cũng như cái chết của anh em Tổng thống Diệm một ngày sau đó.
Để thay thế vai trò của Tổng thống Diệm, một Hội đồng Quân nhân Cách mạng được thành lập. Ông được giữ vị trí thứ 2 trong Hội đồng với vai trò Đệ Nhất Phó Chủ tịch, chỉ sau tướng Dương Văn Minh. Cùng thời điểm, ông được làm Tổng trưởng Quốc phòng trong Nội các Chính phủ Thủ tướng Nguyễn Ngọc Thơ. Đến đầu tháng 1 năm 1964, ông được kiêm luôn chức vụ Tổng Tư lệnh Quân đội Việt Nam Cộng hòa (Tổng Tham mưu trưởng), nhưng chỉ sang ngày hôm sau, ông bàn giao chức vụ này lại cho người em rể là Thiếu tướng Lê Văn Kim. Đến ngày 14 tháng 1, ông được cử làm Trưởng đoàn hướng dẫn phái đoàn Quân sự công du Thái Lan trong thời gian 2 ngày.
Tuy nhiên, danh vọng tột đỉnh của ông chỉ tồn tại chưa đầy 3 tháng. Ngày 30 tháng 1 năm 1964, một người bạn cũ của ông, tướng Nguyễn Khánh, đã thực hiện cuộc "Chỉnh lý" lên nắm chức vụ Chủ tịch Hội đồng. Ông cùng các một số tướng lĩnh chủ chốt trong Hội đồng gồm Tôn Thất Đính, Lê Văn Kim, Mai Hữu Xuân đều bị bắt giam và đưa lên Đà Lạt chờ điều tra với tội danh tình nghi "trung lập". Cả Thiếu tướng Nguyễn Văn Vỹ (mới trở về sau một thời gian sống lưu vong ở Pháp) cũng bị bắt giam tại Đà Lạt cùng với các tướng Đôn, Đính, Kim, Xuân.
Ông kể lại trong hồi ký khi được đưa ra đối chất trước Hội đồng vào lúc 1 giờ sáng ngày 29 tháng 5 năm 1964:
"Bước vào thật là buồn rầu, bỡ ngỡ. Trước mặt tôi là các tướng: Dương Văn Minh, Nguyễn Khánh, Đỗ Cao Trí, Phạm Xuân Chiểu, Dương Văn Đức, Lâm Văn Phát, Đỗ Mậu, Tôn Thất Xứng, Nguyễn Chánh Thi, Dương Ngọc Lắm, Trần Tử Oai, Lê Văn Nghiêm, Nguyễn Cao Kỳ (đến buổi sáng sau), Chung Tấn Cang, các Đại tá: Trần Thanh Bền, Nguyễn Mộng Bích, Lê Văn Nhiêu. Tôi ngồi ở giữa, họ ngồi chung quanh…".
Nhưng dù sao thì ông cũng được trả tự do.
"Tôi ngủ một đêm tự do sau 4 tháng "đi nghỉ mát" ở biển và cao nguyên. Qua ngày chủ nhật 31 tháng 5, tất cả gia đình tôi đoàn tụ ở Đà Lạt sau 4 tháng đen tối nhất của đời tôi".
Mặc dù đến tháng 10 cùng năm, ông được phép trở lại phục vụ quân đội nhưng không được giao nhiệm vụ cụ thể nào. Sau khi tướng Nguyễn Khánh bị các tướng trẻ đẩy đi lưu vong, ông cũng nhận được quyết định buộc phải giải ngũ vào tháng 5 năm 1965.

## Chính khách Đệ Nhị Cộng hòa
Binh nghiệp khép lại nhưng sự nghiệp chính trị của ông lại mở ra từ khi nền Đệ Nhị Cộng hòa được thành lập. Ông cùng nhiều cựu tướng lĩnh thành lập Hiệp hội Chiến sĩ Việt Nam do ông làm Chủ tịch, tham gia nhiều tổ chức xã hội, xây dựng uy tín chính trị. Nhờ đó, tháng 9 năm 1967, ông đắc cử Thượng nghị sĩ, được bầu làm Chủ tịch Ủy ban Quốc phòng Thượng viện (1968-1970). Năm 1971, ông ra tranh cử Hạ viện tại đơn vị Quảng Ngãi và đắc cử. Tháng 2 năm 1974, ông là Phó Thủ tướng đặc trách Thanh tra các chương trình Phát triển quốc gia. Cuối năm ông được Tổng thống Nguyễn Văn Thiệu cử đi công du các nước không liên kết ở châu Phi. Theo chương trình, sau đó sẽ sang Pháp và Mỹ để vận động chính trị cho Việt Nam Cộng hòa. Tuy nhiên, do sự kiện Buôn Ma Thuột, ông buộc phải bỏ dở kế hoạch.
Khi Chính phủ Nguyễn Bá Cẩn được thành lập ngày 14 tháng 4 năm 1975, ông giữ chức vụ Phó Thủ tướng đặc trách Thanh tra kiêm Tổng trưởng Quốc phòng. Tuy nhiên, Chính phủ chỉ tồn tại được 10 ngày thì đổ. Ngày 27 tháng 4 năm 1975, ông ra trước Quốc hội trình bày thực trạng quân sự, thuyết phục các nghị sĩ ủy nhiệm cho tướng Dương Văn Minh làm Tổng thống nhằm tìm một giải pháp về chính trị để thương thuyết với đối phương. Tuy nhiên mọi việc đã quá trễ. Ngày 28 tháng 4, khi Chính phủ Vũ Văn Mẫu thành lập, ông là người thay mặt cho Chính phủ cũ để bàn giao.
- Bộ Quốc phòng vào thời điểm giữa tháng 4/1975, khi tướng Đôn nhậm chức Tổng trưởng, nhân sự trong Bộ vẫn giữ nguyên như trước đó Thủ tướng Trần Thiện Khiêm kiêm nhiệm và được phân bổ trách nhiệm như sau:

| -Tổng trưởng - Trung tướng Trần Văn Đôn -Phụ tá Tổng trưởng - Đốc sự Tôn Thất Chước -Đổng lý Văn phòng - Đại tá Nguyễn Hữu Bầu -Giám đốc Nha Quân Pháp - Đại tá Ngô Mạnh Duyên -Giám đốc Nha Địa Dư - Đại tá Nguyễn Văn Khải -Giám đốc Nha Quân sản - Đại tá Nguyễn Văn Luật | -Trưởng phòng Nhân viên - Đại tá Nguyễn Thành Chí -Trưởng phòng Sưu tầm - Đại tá Chung Minh Kiến -Trưởng phòng Nghiên cứu - Đại tá Trần Văn Trọng -Trưởng phòng Nghi lễ - Đại tá Nguyễn Hữu Chi -Trưởng phòng Báo chí - Đại tá Nguyễn Trọng Hồng -Chỉ huy trưởng Tổng hành dinh - Đại tá Dư Thanh Nhựt |

Những thời khắc cuối cùng tại Sài Gòn được ông kể lại chi tiết trong hồi ký của mình:
"Chiều 29 tháng 4: lúc đến Tòa đại sứ Mỹ, tôi không vào được vì người quá đông nên mọi cửa ra vô đều đóng chặt, tôi phải đi vòng ngã phía đường Hồng Thập Tự (nay là đường Nguyễn Thị Minh Khai, quận 1 Tp HCM) cũng không vô được. Tôi trở lại Bộ Quốc phòng điện thoại cho Tòa đại sứ Mỹ, nhưng gọi rất khó khăn vì họ đã cắt nhiều đường dây, kiên nhẫn gọi một hồi liên lạc được với ông Polgar (người có trách nhiệm cao nhất của Cơ quan trung ương tình báo Mỹ CIA tại Sài Gòn). Ông dặn tôi đến nhà riêng rồi ông sẽ bốc tôi đi.
Đến nơi tôi cũng thấy đông nghẹt người đang chờ. Cô thư ký của ông Polgar kêu chúng tôi đến khách sạn Mỹ Lee Hotel gần đài Chiến sĩ Tự do. Chúng tôi tới đó thấy cửa đóng mà người chờ đợi để đi cũng quá đông nên đành trở lại nhà ông Polgar ngồi chờ.
...
Đang lúc nản lòng, định bỏ cuộc, bỗng cô thư ký của ông Polgar đến, nói nhỏ: "Mình đi chỗ khác!". Xe chúng tôi theo xe của cô ấy đến đường Gia Long gần đường Tự Do (nay là đường Lý Tự Trọng và Đồng Khởi) tại một cao ốc 9 tầng. Tầng dưới là Alliance Francaise của Pháp. Còn 8 tầng trên là văn phòng tình báo CIA của Mỹ. Chúng tôi lên trên sân thượng tầng 9. Tại đó đã có sẵn khoảng 60 người đang chờ trực thăng hạ xuống. Người ta chen lấn nhau để lên máy bay nên tôi đành phải đứng phía sau".
Trong chuyến đi cuối cùng này, ông tình cờ gặp một người quen cũ là Trần Kim Tuyến, cựu Giám đốc Sở Nghiên cứu Chính trị thời Đệ Nhất Cộng hòa. Cả hai người ngồi đối diện nhau nhưng đều lặng thinh, không nói câu nào trong suốt thời gian bay ra chiến hạm Hancock.
"7 giờ 30 tối ngày 29.4.1975, tôi giã từ Sài Gòn. Lúc đó Sài Gòn đã lên đèn, những ngọn đèn lờ mờ như chan hòa nước mắt, tôi giã từ quê hương đất nước, lúc quê hương đất nước đang chuyển mình quặn đau, cái đau đứt ruột (…) Trực thăng chở chúng tôi đáp xuống chiến hạm Hancock. Sáng hôm sau (30.4.1975), khi radio loan tin lời tuyên bố đầu hàng của tổng thống Dương Văn Minh, hầu hết những người trên tàu đều xúc động. Một nỗi buồn da diết đè nặng tâm hồn mọi người hiện diện. Tất cả đều im lặng. Im lặng nhìn nhau không muốn chuyện trò… đám đông người ở trên tàu đều nhòe nhoẹt nước mắt. Tàu nổ máy rồi rẽ sóng ra khơi"…

## 1975 và cuộc sống lưu vong
7 giờ 30 tối ngày 29 tháng 4 năm 1975, ông cùng gia đình lên chuyến trực thăng bốc khỏi sân thượng tầng 9 của tòa nhà dùng làm cơ sở CIA trên đường Gia Long và đáp xuống chiến hạm Hancock, Đệ thất Hạm đội của Hoa Kỳ, vào ban đêm. Ngày 1 tháng 5 đến Subic Bay ở Philippines. Sau đó sang Mỹ định cư tại Fort Chaffee, tiểu bang Arkansas, Hoa Kỳ.
Những năm cuối đời, ông cho xuất bản quyển hồi ký chính trị Việt Nam nhân chứng, kể lại nhiều chi tiết trong cuộc đời mình.
Năm 1998 ông từ trần tại nơi định cư, hưởng thọ 81 tuổi.

## Gia đình
- Thân phụ: Bác sĩ Trần Văn Đôn (sinh năm 1887), tốt nghiệp tại Đại học Y khoa Bordeaux (Pháp), một trong những đồng sáng lập của Đảng Dân chủ Đông Dương, nguyên Hội trưởng Hội Khuyến học Sài Gòn, Đô trưởng Sài Gòn-Chợ Lớn, Đại sứ Quốc gia Việt Nam tại Ý (1951).
- Thân mẫu từ trần năm 1930.
- Bào muội: Gabrielle Antoinette Trần Văn Đôn (sau cải danh theo Quốc tịch Việt Nam là Trần Thị Thu Hương), phu nhân của Trung tướng Lê Văn Kim.
- Bào đệ: Claude Trần Văn Đôn, bác sĩ tại Paris, Pháp.
- Phu nhân: không rõ
- Các con: Trần Văn Đức, Trần Văn Thanh

Đời tư của tướng Đôn nổi tiếng có nhiều giai thoại tình ái, ngoài vợ chính thức thì ông có rất nhiều nhân tình. Nhiều phụ nữ thuộc tầng lớp thượng lưu thời bấy giờ là tình nhân của ông, thậm chí có nghi vấn Đệ Nhất phu nhân Trần Lệ Xuân (vợ của cố vấn tối cao Ngô Đình Nhu) cũng nằm trong số này.

## Tác phẩm
-Hồi ký Việt Nam Nhân chứng (1989)

## Liên kết
- Hammer, Ellen J. (1987). A Death in November. E. P. Dutton. ISBN 0-525-24210-4.
- Shaplen, Robert (1965). The lost revolution: Vietnam 1945-1965. Andre Deutsch.
- Buttinger, Joseph (1967). Vietnam: A Dragon Embattled. Praeger publishers.
- Langguth, A. J. (2000). Our Vietnam. Simon and Schuster. ISBN 0-684-81202-9.
- Tướng Trần Văn Đôn của chế độ Sài Gòn: Chuyên gia trở cờ Lưu trữ ngày 12 tháng 5 năm 2010 tại Wayback Machine
- Phỏng vấn tướng Trần Văn Đôn, 1981